# Diversidad sexual en Aruba
Los derechos de las personas lesbianas, gays, bisexuales y transgénero (LGBT) en Aruba, que es un país constituyente del Reino de los Países Bajos, han evolucionado notablemente en las últimas décadas. Tanto la actividad sexual masculina como femenina entre personas del mismo sexo son legales en Aruba, pero el matrimonio entre personas del mismo sexo no es legal. Las parejas del mismo sexo con nacionalidad holandesa deben viajar a los Países Bajos o a sus municipios especiales para casarse y la protección legal del matrimonio no es incondicional. Desde el 1 de septiembre de 2021, las uniones registradas están disponibles tanto para parejas del mismo sexo como para parejas del mismo sexo.

## Ley sobre la actividad sexual entre personas del mismo sexo
La actividad sexual entre personas del mismo sexo es legal en Aruba desde 1869, cuando fue aprobado el primer Código Penal de las Antillas Neerlandesas, el cual no contenía ninguna disposición legal sobre la sodomía. La edad de consentimiento es 15 años y es igual para las relaciones heterosexuales y homosexuales.

## Reconocimiento de las relaciones entre personas del mismo sexo
Como parte del Reino de los Países Bajos, Aruba debe reconocer como válidos los matrimonios entre personas del mismo sexo registrados en los Países Bajos, así como en Bonaire, San Eustaquio y Saba (también conocidos como Caribe Neerlandés). Inicialmente, el gobierno de Aruba no reconoció estos matrimonios, pero fue cuestionado por una pareja de lesbianas que se había casado legalmente en los Países Bajos y luego se había mudado a la isla. El caso llegó a la Corte Suprema de los Países Bajos, que dictaminó el 13 de abril de 2007 que los países constituyentes del Reino deben reconocer todos los matrimonios de los demás. Las parejas del mismo sexo no pueden casarse legalmente en la propia isla.
En abril de 2015, los representantes de los cuatro países constituyentes acordaron que las parejas del mismo sexo deberían tener los mismos derechos en todo el Reino. El mismo mes se presentó un proyecto de ley de sociedad registrada al Parlamento de Aruba.
El 22 de agosto de 2016, Desirée de Sousa-Croes, diputada abiertamente gay, que se casó con su pareja del mismo sexo en los Países Bajos, presentó un proyecto de ley para legalizar las uniones registradas. Sin embargo, la votación del proyecto de ley se pospuso hasta el 8 de septiembre de 2016 porque algunos diputados todavía necesitaban tiempo para tomar una decisión. El 8 de septiembre de 2016, el Parlamento de Aruba votó 11 a 5 a favor de legalizar las uniones registradas. La ley entró en vigor el 1 de septiembre de 2021. Las uniones registradas están abiertas tanto a parejas del mismo sexo como a personas del sexo opuesto.

## Protecciones contra la discriminación
El Código Penal de Aruba (en neerlandés: Wetboek van Strafrecht; en papiamento: Kódigo Penal), promulgado en 2012, prohíbe la discriminación injusta y la incitación al odio y la violencia por diversos motivos, incluida la "orientación heterosexual u homosexual". El artículo 1:221 describe la discriminación como "cualquier forma de discriminación, exclusión, restricción o preferencia que tenga por objeto o efecto impactar o afectar el reconocimiento, goce o ejercicio de los derechos humanos y las libertades fundamentales en las esferas política, económica, social o cultural, o en otras áreas de la vida social". Los artículos 2:61 y 2:62 establecen sanciones que van desde multas hasta un año de prisión.

## Condiciones de vida
Con frecuencia se hace referencia a Aruba como una de las islas del Caribe más LGBT-friendly, con varios lugares, hoteles y restaurantes que atienden a la clientela LGBT o que se anuncian como "LGBT-friendly". Se han abierto varios bares y clubes específicos para público gay en la ciudad capital de Oranjestad. Según el grupo local LGBT Alternative Lifestyle Federation Aruba, "Aruba siempre ha aceptado, siempre y cuando no sea en su cara. La gente está fuera, pero discretamente. Nunca ha habido nada oficial". Existen numerosas asociaciones LGBT en Aruba, incluidas Equality Aruba (Igualdad Aruba), Equal Rights Aruba y Alternative Lifestyle Federation Aruba.
Pese a ello, algunas parejas del mismo sexo que viven en Aruba han afirmado que esta apertura es un fenómeno más reciente. Charlene y Esther Oduber-Lamer, cuyo recurso judicial obligó a Aruba y las otras islas holandesas del Caribe a reconocer el matrimonio entre personas del mismo sexo, denunciaron acoso frecuente y les arrojaron piedras. El gobierno de Aruba fue particularmente explícito en su oposición al matrimonio entre personas del mismo sexo durante la impugnación judicial, que tuvo lugar entre 2004 y 2007. La Iglesia Católica Romana, al ser la denominación más grande de la isla, también ha contribuido a una oposición social más generalizada a los derechos LGBT. y el matrimonio entre personas del mismo sexo, especialmente en comparación con los Países Bajos. Sin embargo, en 2016, el Parlamento de Aruba votó a favor de legalizar las uniones registradas entre personas del mismo sexo y de diferentes sexos con muchos de los mismos derechos que el matrimonio, la primera vez que un parlamento caribeño lo hacía.